# 野田郵便局
野田郵便局
（のだゆうびんきょく）
- 千葉県野田市にある郵便局。本記事にて記述する。
- 鹿児島県出水市にある郵便局。局番号は78150。
- 岩手県九戸郡野田村にある郵便局。局番号は83096。
- 千葉県千葉市緑区にある誉田郵便局（現在の千葉緑郵便局）の旧称。

（のたゆうびんきょく）
- 新潟県柏崎市にある郵便局。局番号は12091。

野田簡易郵便局（のだかんいゆうびんきょく）
- 大分県国東市にある簡易郵便局。局番号は72772。

野田郵便局（のだゆうびんきょく）は千葉県野田市にある郵便局。民営化前の分類では集配普通郵便局であった。

## 概要
住所：〒278-8799 千葉県野田市野田617-3

## 沿革
- 1873年（明治6年） - 野田郵便取扱所として開設[1]。
- 1875年（明治8年）1月1日 - 野田郵便局（五等）となる[1]。
- 1878年（明治11年）1月2日 - 為替取扱を開始[1]。
- 1879年（明治12年） - 貯金取扱を開始[1]。
- 1895年（明治28年）3月21日 - 野田郵便電信局となる[1]。
- 1903年（明治36年）4月1日 - 通信官署官制の施行に伴い野田郵便局となる[1]。
- 1953年（昭和28年）5月1日 - 梅郷簡易郵便局の一時閉鎖[注釈 1]に伴い、取扱事務を承継[2]。
- 1956年（昭和31年）11月1日 - 電話通話および和文電報受付事務の取扱を開始[要出典]。
- 1990年（平成2年）4月9日 - 新局舎で業務を開始[3]。
- 1999年（平成11年） - 外国通貨の両替および旅行小切手の売買に関する業務取扱を開始[要出典]。
- 2007年（平成19年）10月1日 - 民営化に伴い、併設された郵便事業野田支店に一部業務を移管。
- 2012年（平成24年）10月1日 - 日本郵便株式会社の発足に伴い、郵便事業野田支店を野田郵便局に統合。

## 取扱内容
- 郵便、印紙、ゆうパック、内容証明
- 貯金、為替、振替、振込、国際送金、外貨両替・トラベラーズチェック、国債、投資信託
- 生命保険、バイク自賠責保険、自動車保険
- ゆうちょ銀行ATM
- 野田市内の一部地域の集配業務
- ゆうゆう窓口

## 風景印
- 図案は県文化財『清水八幡宮パッパカ獅子舞』・『宮内庁御用蔵の醤油樽』・『桜』
- 使用開始日は1986年（昭和61年）4月1日

## 周辺
- 欅のホール
  - 野田市役所中央出張所
- 野田市立中央小学校
- キッコーマン本社
- キノエネ醤油

## アクセス
- 東武野田線 愛宕駅から徒歩約9分
- 茨急バス 小学校前停留所、もしくはまめバス 上町停留所下車
- 常磐自動車道 柏IC、もしくは流山ICからそれぞれ北西へ約8.5km
- 駐車場あり：18台